# خاتون‌باغ
خاتون‌باغ، روستایی از توابع بخش مرکزی شهرستان مهاباد در استان آذربایجان غربی ایران است.

## جمعیت
این روستا در دهستان آختاچی غربی قرار دارد و براساس سرشماری مرکز آمار ایران در سال ۱۳۸۵، جمعیت آن ۵۵۲ نفر (۱۰۳ خانوار) بوده‌است.این روستا در سالهای اخیر به دلیل وجود دهیاری توانا به اسم محسن اسماعیلی(شورش) پیشرفت های قابل توجهی نموده و اکنون صاحب فضای سبز و پارک عمومی و همچنین کتابخانه میباشد.